# AA Caldense
Associação Atlética Caldense – brazylijski klub piłkarski z siedzibą w mieście Poços de Caldas leżącym w stanie Minas Gerais.

## Osiągnięcia
- Mistrz stanu Minas Gerais: 2002.
- Mistrz drugiej ligi stanu Minas Gerais (Campeonato Mineiro da Segunda Divisão): 1971
- Wicemistrz drugiej ligi stanu Minas Gerais (Campeonato Mineiro da Segunda Divisão): 1985
- Campeonato Mineiro do Interior: 1975

## Historia
AA Caldense założony został 7 września 1925 roku. Założycielami klubu byli: Fosco Pardini i João de Moura Gavião, który do niedawna był członkiem miejscowego klubu zwanego Foot-Ball Club Caldense.
W 1923 wybudowano pierwszy stadion klubu, zwany Cristiano Osório, przejęty przez AA Caldense w 1925.
W 1928 doszło do fuzji między klubami Associação Atlética Caldense i Gambrinus Futebol Clube.